# Jordi Bernet
Jordi Bernet (Barcelona, 14 de junio de 1944) es un dibujante de cómic español, cuya obra más destacada es la serie policíaca Torpedo 1936, con guiones de Enrique Sánchez Abulí. 

## Biografía

### Infancia y juventud
Jordi Bernet nació en el seno de una familia dedicada a la historieta: Es hijo de Jorge (Miguel Bernet), creador de Doña Urraca, y sobrino por parte de padre de Joan Bernet Toledano, otro conocido ilustrador, y por parte de madre de Miguel Cussó, guionista y autor de novelas de consumo. Desde su infancia frecuentó la compañía de autores clave de la Escuela Bruguera como Peñarroya o Cifré, gozando desde muy pronto de acceso también a los cómics de clásicos norteamericanos como Milton Caniff, lo que marcará claramente su posterior estilo de dibujo.
A los trece o catorce años publicó dos chistes en la revista Pepe Cola, de la que su padre era colaborador. A la muerte de este, en 1960, empezó a trabajar para Bruguera, continuando en la revista Pulgarcito las historietas de Doña Urraca, el personaje humorístico más importante de los creados por su padre. Después de poco más de un año, decidió abandonar al personaje para emprender el grafismo realista. Se forma con Jordi Buxadé, autor veterano que necesitaba un ayudante de fondos para la serie Jim Huracán, un western apaisado semanal, editado por Toray. Con 18 años entró en la agencia anglo-española Bardon Art y firmó su primera serie como dibujante titular Poncho Yucatán (1963), con guiones de su tío Miguel Cussó.

### El mercado europeo
Entre 1964 y 1967 su trabajo en la agencia Bardon Art se hizo internacional, dibujando ilustraciones para novelas e historias de fantasía, históricas y bélicas en las revistas británicas, Victor, The Hornet, Smash o Tiger, que comparte con otros autores españoles como Víctor de la Fuente, Luis Bermejo, José Ortiz.
En 1967 dio el salto al mercado franco-belga al ingresar en la plantilla de dibujantes de la revista Spirou, donde realiza los fondos y personajes de Michael y Paul Foran, series firmadas por Larraz. Permaneció como colaborador de la revista hasta finales de los años 70, creando personajes propios como la serie Dan Lacombe con guion de Miguel Cussó.
En 1971 trabajó también para el mercado alemán a través de Bardon Art, retornando al humor con Wat 69 en la revista de humor erótico Pip; al principio los guiones son de su tío Miguel Cussó. También publicó por primera vez en el mercado americano con una historia de ocho páginas escrita por Gardner Fox para el número uno de "Vampire Tales", una publicación en blanco y negro de Marvel Comics, además de realizar diversas historias para "Dossier Negro". 
En 1973 se embarcó en la realización de una nueva serie, Andrax, con guion de Miguel Cussó para la editorial Kauka, cerrándola en 1989 con una última historia escrita por Antonio Segura. 
Entre 1975-1979 y por mediación de Selecciones Ilustradas comenzó a dibujar, alternándose con José Ortiz, la serie de artes marciales El Cuervo para Editorial BASTEI. Los guiones eran de Andreu Martín y de Carlos Echevarría. Del mercado alemán saltó al italiano con la editorial Editrice Universo, realizando westerns en las revistas L´intrepido y ll Monello, con más de 800.000 ejemplares de tirada. En 1981 las ventas empezaron a declinar y Bernet comienza a tantear el mercado español.

### En elboom del cómic adulto español
A principios de la década de 1980, Jordi Bernet regresó al mundo editorial español, iniciando una fértil colaboración con el editor Josep Toutain que ya conocía de Selecciones Ilustradas. Comenzó así a publicar con regularidad en revistas españolas de cómic, como Metropol, Cimoc o Comix Internacional.
En 1982 sustituyó a Alex Toth como dibujante de la serie escrita por Enrique Sánchez Abulí Torpedo 1936. La historieta se publicó inicialmente en Creepy y posteriormente en otras revistas y recopilada en álbumes, además de reeditada en formato comic book. Es la serie y personaje que le ha dado más éxito nacional e internacional. También inició en 1982,Sarvan de "espada y brujería" y protagonismo femenino, con guion de Antonio Segura y un marcado cariz erótico.
Otros trabajos relevantes de Bernet durante la década de 1980 son Kraken (revista Metropol, 1983), con guion de Antonio Segura; Custer (revista Zona 84, 1985), escrito por Carlos Trillo; De vuelta a casa (Zona 84, 1984); La naturaleza de la bestia (revista Totem, 1988); Historias negras (Makoki), e Iván Piire (Splatter 1989) en las que ilustra los guiones de Sánchez Abulí.
Firmó también el "Manifiesto contra la exposición Tintín y Hergé" (1984) y por extensión la línea clara.

### Últimos años
Desde 1992, Jordi Bernet colabora semanalmente con la revista El Jueves, a través de la serie Clara de noche, basada en la vida cotidiana de una prostituta, y en la que el dibujante exhibe su talento para la ilustración erótica con más de mil historietas dibujadas hasta el 2015. Los guiones de la serie son de Carlos Trillo y Maicas. El personaje también se publica en otros países, como Argentina, Holanda, Italia, Alemania y Estados Unidos. 
En 1996 volvió a cultivar el western para el mercado europeo, publicando con la editorial italiana Bonelli una historia de 200 páginas de Tex (L'uomo di Atlanta), con guion de Claudio Nizzi y con la francesa L'Écho des savanes, Snake, esta vez con un tono duro y sarcástico, con guion de Sánchez Abuli, al año siguiente.
En 1998, realizó Cicca Dum-dum, serie porno-sexi con referencias al cine para Ediciones El Jueves, recopilada en 5 álbumes por Penthouse Comix.
En 1999 empezó su colaboración regular con la editorial americana de DC Comics, a raíz de una llamada de Sergio Aragonés para una colaboración en Fanboy. Dibujó así al año siguiente una historia de ocho páginas de Batman con guion de Howard Chaykin.
También en 2000 Loquillo le dedicó una canción al personaje de Torpedo, escrita por Óscar Aibar; en ella la productora omitió que Sánchez Abuli es coautor del personaje. Este comenzó una serie de demandas por atentado al honor y sus derechos. Después de cinco años Bernet es absuelto de algo que nunca ocurrió, pero acaba su relación con Abuli y con la posibilidad de nuevas historias de Torpedo.
Continuó colaborando con D.C. con portadas para Weird Western Tales en 2001. En 2003 se publicó una antología por Auad Publishing de 248 páginas, en el 2005 un número de la colección "Solo cinco historias", de géneros diferentes con cinco guionistas y empieza a alternar el dibujo de la serie Jonah Hex, un western antiépico, con guion de Jimmy Palmiotti y Justin Grey. También dibujo el personaje The Spirit, la gran creación de Will Eisner con el que compartió viajes y amistad .
En noviembre del 2009 se edita "Bernet 50 años de viñetas" por ediciones el Jueves, por Antoni Guiral.
2012 en la serie american vampire en el número 4 edición española para el sello ECC Ediciones, con guiones de Stephen King y Scott Snyder.
En 2013, ilustra para la editorial Libros del Zorro Rojo la novela 1280 almas de Jim Thompson.

## Premios
- 1986 Torpedo 4 : Chaud devant obtuvo el Alfred al mejor álbum extranjero publicado en Francia en el Festival del Cómic de Angulema.
- 1991 Gran Premio del 9 Salón del Cómic de Barcelona como reconocimiento a toda su trayectoria.
- 1995 Yellow Kid otorgado a Jordi Bernet, al mejor artista internacional.
- 2008 Premio Ivá al mejor dibujo de humor del año 2008.
- 2011 Inkpot Award en San Diego, California.

## Obra
Sigue ahora una lista de sus obras con la fecha de su primera publicación en revista. Se añade la edición más reciente conocida:
| Años             | Título                     | Guionista                                                           | Tipo                 | Publicación original    | Publicación posterior           |
| ---------------- | -------------------------- | ------------------------------------------------------------------- | -------------------- | ----------------------- | ------------------------------- |
| 1960-1961        | Doña Urraca                | Jordi Bernet                                                        | Serie                | Pulgarcito              |                                 |
| 1963-1965        | Poncho Yucatán             | Miguel Cussó                                                        | Serie                | K.O., Poncho            |                                 |
| 1967-1971        | Dan Lacombe                | Miguel Cussó                                                        | Serie                | Spirou, Bang!           | Glénat, 2004                    |
| 1973-1976 y 1989 | Andrax                     | Miguel Cussó                                                        | Serie                | Primo,                  | Toutain Editor, 1988            |
| 1975-1979        | El Cuervo                  | Andreu Martín Carlos Echevarría                                     | Serie con José Ortiz | Kung-Fu (Bastei-Verlag) | Kung-Fu (Amaika)                |
| 1982-1984        | Historias negras           | Enrique Sánchez Abulí                                               |                      |                         | Glénat 1999                     |
| 1982-1984        | Sarvan                     | Antonio Segura                                                      | Serie                |                         | Norma Editorial, 1984-86        |
| 1982-2000        | Torpedo 1936               | Enrique Sánchez Abulí                                               | Serie                | Creepy                  | Glénat, 2004                    |
| 1983-1986        | Kraken                     | Antonio Segura                                                      | Serie                | Metropol, Zona 84       | Glénat, 2003                    |
| 1983-1985        | El último héroe            | Jordi Bernet                                                        | Serie                | Mocambo, Mortadelo      |                                 |
| 1984             | De vuelta a casa           | Enrique Sánchez Abulí                                               | Historieta           | Zona 84                 | Toutain, 1989                   |
| 1985             | Custer                     | Carlos Trillo                                                       | Historieta           | Zona 84                 | Glénat, 2001                    |
| 1987             | Light and Bold             | Carlos Trillo                                                       |                      |                         | Toutain 1987                    |
| 1988             | La naturaleza de la bestia | Enrique Sánchez Abulí                                               |                      |                         | Glénat 1993                     |
| 1989             | Ivan Piire                 | Carlos Trillo                                                       | Historieta           | Splatter                | Ediciones El Jueves, 1992       |
| 1992-6-I-2016.   | Clara de noche             | Carlos Trillo                                                       | Serie                | El Jueves               | Álbumes de Ediciones El Jueves  |
| 1996             | Tex, L'Uomo di Atlanta     | Claudio Nizzi                                                       | Serie                | Sergio Bonelli          | Planeta DeAgostini, 2003        |
| 1998             | Cicca, Dum Dum             | Carlos Trillo                                                       | Serie                | Penthouse Comix         | Europe Star Publicaciones, 2005 |
| 2000             | Fuera de serie             | Bernet, Antonio Segura, Oscaraibar y Roberto dal Prá                |                      |                         | Glénat, 2000                    |
| 2007-            | Jonah Hex                  | Justin Gray, Jimmy Palmiotti                                        | Serie                | DC Comics               |                                 |
| 2007             | Solo núm. 6                | John Arcudi, Joe Kelly, Andrew Helfer, Chuck Dixon y Brian Azarello |                      |                         | Planeta DeAgostini, 2007        |

## Valoración crítica
Se ha afirmado que "Bernet ha acabado por suponer para el tebeo lo que directores como John Huston o Howard Hawks pudieron representar para el cine", gracias a su estilo deudor de los clásicos norteamericanos, tanto historietísticos (Caniff, Robbins, Sickles) como cinematográficos. Uno de sus colegas, Josep María Beà afirmó en 2009 que era probablemente el mejor dibujante del mundo en estos momentos, superando a Joe Kubert y "a un paso de Al Toth".